# ميدليسكس سينتر (أونتاريو)
ميدليسكس سينتر، أونتاريو (بالإنجليزية: Middlesex Centre)‏ هي مدينة كندية تقع في مقاطعة أونتاريو. تبلغ مساحة هذه المدينة 588.0519 (كم²)، ويبلغ عدد سكانها 15589 نسمة حسب إحصاء سنة 2006 م، بينما كان يسكنها 14242 نسمة في سنة 2001 م. تحتل هذه المدينة المرتبة رقم 247 بين مدن كندا حسب عدد السكان والمرتبة رقم 94 في المقاطعة وفق إحصاء 2006 م. نما عدد السكان في هذه المدينة بنسبة (9.5) بين العامين المذكورين.

## أعلام
- توماس والتر سكوت
- ويليام فرانك

## وصلات خارجية
- الأطلس الحكومي لكندا
- إحصاءات كندا مع ساعة تعداد السكان